# Євгеній (Зернов)
Митрополит Євгеній (у миру Семен Олександрович Зьорнов/Зернов; 18 січня 1877, Москва — 20 вересня 1937, Карлаг) — єпископ Російської православної церкви, митрополит Арзамаський.
Зарахований до лику святих Російською православною церквою у серпні 2000 року. Прославляється 26 січня/8 лютого та 7/20 вересня.

## Життєпис
Народився у сім'ї диякона.
У 1898 закінчив Московську духовну семінарію, після чого поступив до Московської духовної академії.
8 березня 1900 — пострижений у чернецтво з іменем Євгеній. 5 квітня того ж року рукопокладений у сан ієродиякона.
25 березня 1902 рукопокладений у ієромонаха.
1902 — закінчив Московську духовну академію із ступенем кандидата богослов'я.
З 12 серпня 1902 викладав сектознавство у Чернігівській духовній семінарії. Читав лекції викривального богослов'я, історії російського церковного розколу і місцевих сект. Був активним членом у Раді місцевого Братства в ім'я Михайла Всеволодовича.
1902—1904 — завідувач бібліотеки-читальнею, керівником та організатором релігійно-моральних читань для народу, що проходили у будівлі Братства.
4 серпня 1904 — інспектор Чернігівської духовної семінарії.
15 березня 1906 призначений ректором Іркутської духовної семінарії.
25 березня, того ж року, зведений у сан архімандрита.
В умовах революційних подій 1905—1907 зумів без застосування репресивних заходів нормалізувати обстановку в семінарії.
1907 одночасно виконував обов'язки голови єпархіальної училищної ради; був членом Іркутського місіонерського комітету, членом Географічного товариства, Братства в ім'я святителя Інокентія, редактором «Єпархіальних новин».
20 січня 1913 — єпископ Киренський, вікарій Іркутської єпархії.
11 червня 1914 — єпископ Приамурський і Благовіщенський.
Брав участь у роботі Помісного собору 1917—1918.
У листі 27 червня /9 липня 1923 із Благовіщинська на ім'я Патріарха Тихона повідомляв, що на Далекому Сході залишається на катедрі тільки він, але йому загрожує примусове видалення, бо ВЦУ присилає на його місце якогось хибного єпископа Даніїла, «… якого і будуть вводити, Ви звісно знаєте, хто… ВЦУ мене звільняє на покій, але я не визнаю цього закладу і його наказів, значить має розпочатися боротьба, яка напевне закінчиться моєю поразкою, бо серед духовенства є зрадники. Загалом, я борюся давно, але й давно у цій боротьбі самотній: сусідні катедри ніякі, немає православного єпископа у Владивостоку, Читі, Іркутську, Якутську і на Камчатці. Свідчень про Патріарха не має; питає, чи зорганізувався і можу у чому його підтримати… У нас у підвалі сидять вже давно 3 священика за небажання вступити до „Живої Церкви“, сиділи у Хабаровську багато із кліра і все ж там доки присланий від ВЦУ живоцерковник успіху не має…».
У 1923 був зведений у сан архієпископа і у тому ж році, у ніч під Успення після Всенощної, він був арештований, що спричинило масові протести вірян, які були розігнані владою. Відправлений до Чити, потім — до Москви, де був тимчасово звільнений.
21 травня 1924 — включений до постійного складу Тимчасового Патріаршого Синоду при Патріархаті Тихоні, але на той час, за невизнання їм обновленства, був вже у заточенні і з 22 лютого знаходився у Соловецькому таборі. Був обраний старшим єпископом серед соловецьких архієреїв, брав активну участь у складанні «Пам'ятної записки Соловецьких єпископів» (звернення до керівництва СССР від православних єпископів Соловецьких островів із закликом нормалізувати відношення між державою і церквою на ґрунті невтручання у справи один одного). У 1927, після відбуття терміну ув'язнення у таборі був відправлений до Зирянського краю в Комі.
Підтримав червневу Декларацію митрополита Сергія.
Після звільнення, 13 серпня 1930 був призначений архієпископом Бєлгородським, але через відмову у реєстрації з боку більшовицької влади це рішення було скасоване. І лише чере рік, у 1931 став вікарним В'ятської єпархії, архієпископом Котельнечеським.
8 вересня 1933 — архієпископ В'ятський і Слобідський; з 3 травня 1934 — митрополит Нижегородський та Арзамаський.
Травень 1935 — заарештований разом з іншими священнослужителями єпархії і звинувачений у тому, що «будучи Митрополитом горьковського краю, протягом 1934—1935 рр. використовував задля контреволюції амвон, проповідуючи у церквах м. Горький і прилежних районів антисовєцькі проповіді, аби впровадити у маси контреволюційні ідеї». Винним себе не визнав.
Приводом для арешту були події 1 травня1935 року, коли Великдень збігся пролетарським святом. Ті, що виходили із храму, де служив митрополит, сотні громадян мимоволі «відволікли громадян від участі у першотравневій демонстрації». Більш за те, сам владика не став чекати після служби, доки демонстранти розійдуться, а поїхав по вулицях додому у своєму білому клобуці. У відповідь на поради доброзичливців почекати, щоби не привертати уваги, митрополит відзначив: «Що нам боятися… Треба Бога боятися». Такі дії влада сприйняла як виклик.
4 листопада 1935 був засуджений до трьох років таборів.
У 1937, 7 вересня, арештований у таборі, звинувачений разом з іншими каторжанами у тому, що перебуваючи у КАРЛАЗІ, «систематично проводив контрреволюційну агітацію серед в'язнів, розкладав трудову дисципліну». Приречений до розстрілу постановою трійки НКВД від 20 вересня 1937 того ж дня розстріляний.

## Канонізація і відзначення
На Архієрейському соборі Російської православної церкви у серпні 2000 був зарахований до лику святих як новомученик.
9 лютого 2017 у селищі Лебедине Алданського району відбулася нарада засновників майбутнього приходу на честь священномученика Євгенія Зернова.